# Metabiantes varius
Metabiantes varius is een hooiwagen uit de familie Biantidae.